# Ciné Dimanche
Ciné Dimanche est un bloc de programmes diffusé tous les dimanches, en première et seconde partie de soirée depuis le 14 mai 1989 sur TF1. Cette soirée s'inspire du programme américain NBC Saturday Night at the Movies diffusé depuis le 23 septembre 1961 au 28 octobre 1978 sur NBC. Le rendez-vous dominical succède au programme antérieurement intitulé Le Cinéma du dimanche soir, créé le 25 décembre 1977 sur TF1 ainsi que des diffusions cinéma dominicales antérieures de la Première chaîne de l'ORTF apparues au début des années 1950, comme le Film du dimanche soir.

## Historique
Depuis 1949, le Film du dimanche soir est le premier rendez-vous cinéma de la soirée dominicale, sur la première chaîne historique nationale française. Avant Ciné Dimanche, Le Cinéma du dimanche soir est une émission de prime time hebdomadaire diffusant un film « grand public », principalement de production française ou américaine, relativement récent ou classique. L'émission est diffusée depuis décembre 1977 à 20 h 30 ou 20 h 40 et suivie de l'émission Sport Dimanche soir, à partir du 17 janvier 1982.
Le 7 mai 1989, l'émission sportive s'arrête, laissant place à Ciné Dimanche, soirée composée de deux grands films. Le premier film est le plus souvent récent, c'est-à-dire datant de moins de 4 ans et le second est souvent un classique, parfois en noir et blanc. Ciné Dimanche fait la part belle aux comédies françaises et aux succès américains avec notamment les meilleurs films du box office français. Entre les deux longs-métrages un rendez-vous consacré à l'actualité Déjà dans les salles, proposant des extraits et bandes-annonces de films est présentée en voix-off.
Le 9 novembre 2008, après deux ans d'absence, Ciné Dimanche fait son retour sur l'antenne de TF1[réf. nécessaire]. En mars 2020, pendant le confinement lié à la Pandémie de Covid-19, le gouvernement prend la décision de fermer les écoles. Dès le 22 mars, TF1 décide de modifier le programme, en remplaçant les films habituels par des films d'animation, jusqu'au 3 mai 2020.

## Contexte réglementaire

### Interdiction de la diffusion des films de cinéma à certaines périodes de la semaine
La règlementation du Conseil supérieur de l'audiovisuel, appuyée par le Bureau de Liaison des Industries Cinématographiques, visant à protéger l’exploitation des films (et donc à encourager la fréquentation des cinémas), confirme l’interdiction aux chaînes de diffuser des films de cinéma à certaines périodes de la semaine. En l'occurrence, l'article 27 de la loi du 30 septembre 1986, relative à la liberté de communication (Loi Léotard) valide le vendredi soir, le samedi toute la journée, y compris en soirée, et le dimanche après-midi ainsi que le mercredi (jour de sortie des nouveautés en salles). Cette règle figurait déjà dans la loi n° 82-652 du 29 juillet 1982 sur la communication audiovisuelle. L'article 14 du décret n°90-66 du 17 janvier 1990 relatif à la diffusion des œuvres audiovisuelles précise ces dispositions.

### Quotas de diffusion d’œuvres audiovisuelles
Avec la privatisation de l’audiovisuel en 1986 et la sanction économique de la compétition à l'intérieur du système télévisuel (deux chaînes commerciales supplémentaires; La Cinq et TV6 sont autorisées), le paysage audiovisuel français (PAF) change. L'article 27 de la loi du 30 septembre 1986, relative à la liberté de communication (Loi Léotard), en particulier, ordonne de nouveaux quotas avec, pour les chaînes hertziennes, l'obligation de consacrer, dans le total du temps annuellement consacré à la diffusion et rediffusion d'œuvres audiovisuelles, au moins 60 % à la diffusion d'œuvres européennes et au moins 40 % à la diffusion d'œuvres d'expression originale française. Le décret du 17 Janvier 1990 applique la loi du 30 septembre 1986 . Les quotas de diffusion doivent être respectés aux heures de grande écoute c’est-à-dire entre 18 h et 23 h ainsi que, le mercredi, entre 14 h et 18 h, sauf pour les services de cinéma (entre 20 h 30 et 22 h 30). 
Cependant les films européens très grand public sont peu nombreux. Ce qui est diffusable devient donc, de fait, quasi exclusivement français. Or, de tels films (français, récents et grand public) ne sont pas légion et ils se partagent entre les chaînes, à coup de surenchère. Les chaînes recourent alors aux rediffusions, ce qui explique l'usure des catalogues. Conséquence, l’accroissement du nombre de rediffusions rend plus difficilement perceptible la minorité des inédits et les banalise, vieillissant le genre dans son ensemble.

### Sponsors
En 1989, le premier sponsor est la marque de café Carte Noire, présente dans les publicités diffusées avant, après et entre les deux films jusqu'en 1994. La chanson « Try to remember », d'Harry Belafonte, est accompagnée du slogan “un café nommé désir”, renvoyant au célèbre film d'Elia Kazan "Un tramway nommé Désir". À partir de 1991, en alternance intervient Whirlpool, le géant de l'électroménager, ayant dépensé 120 millions de francs, en 1995 pour sponsoriser le film du dimanche soir sur TF1.

## Génériques

### 1989-1998
- Le générique le plus célèbre est utilisé de mai 1989 à mars 1998. Le générique image est créé par le studio de post-production spécialisé en SD et HD Captain Video sous la direction du graphiste américain David Niles avec Gilliane Le Gallic utilisant le logiciel de synthèse d'images Bosch FGS 4000. Le studio est mieux connu pour l'habillage du Journal télévisé de TF1 aux rayures bleues de 1985 à 1988 ainsi que le générique Sports Dimanche. Le générique  image commence avec le logo de TF1 à travers l'objectif de la caméra de cinéma, représentant l'oeil du téléspectateur. En zoom arrière, le téléspectateur se retire pour découvrir la caméra pivotant sur un ciel bleu etoilée scintillant. Le bloc «Ciné Dimanche» en grand caractère, rappelant les affiches en néon des vieux cinémas des années 30, traverse l'écran de gauche à droite et s'illumine. Une pellicule cinématographique alors se déroule avec, sur chaque image, un extrait et les titres des deux films proposés. La formule « Ciné Dimanche, deux films sinon rien ! » s'inscrit sur l'écran en lettres manuscrites, s'inspirant du fameux slogan publicitaire « Un Ricard, sinon rien » de la marque de pastis Pernod Ricard de 1984 .
- La musique correspond à l'introduction du titre In the Stone composé par le groupe Earth Wind & Fire issu de l'album I Am de 1979.

### 1998-1999
- À partir de mars 1998, les génériques de Ciné Dimanche et Ciné Mardi auront un thème musical commun, montrant à l'image des vues accélérées de Paris (Les Champs-Elysées, La Rue de Rivoli, La Seine, Avenue de la Grande-Armée, La Défense), et les affiches des films du soir.
- La musique est composée par Jack Bally et Sylvain Firmin Guion[8]. L'esprit se veut plus moderne, et plus citadin.

### 1999-2006
- L'année suivante, le générique change pour une comète traversant l'espace, se fracassant pour devenir une étoile en cristal avant qu'un bloc de texte  Ciné Dimanche se superpose à l'étoile, montrant un bref aperçu du ou des films de la soirée. Ce générique perdure jusqu'en 2006.
- La musique composée par Andrew Pearce[9], est de nature féerique et envoûtante rappelant les musiques de films du compositeur John Williams.

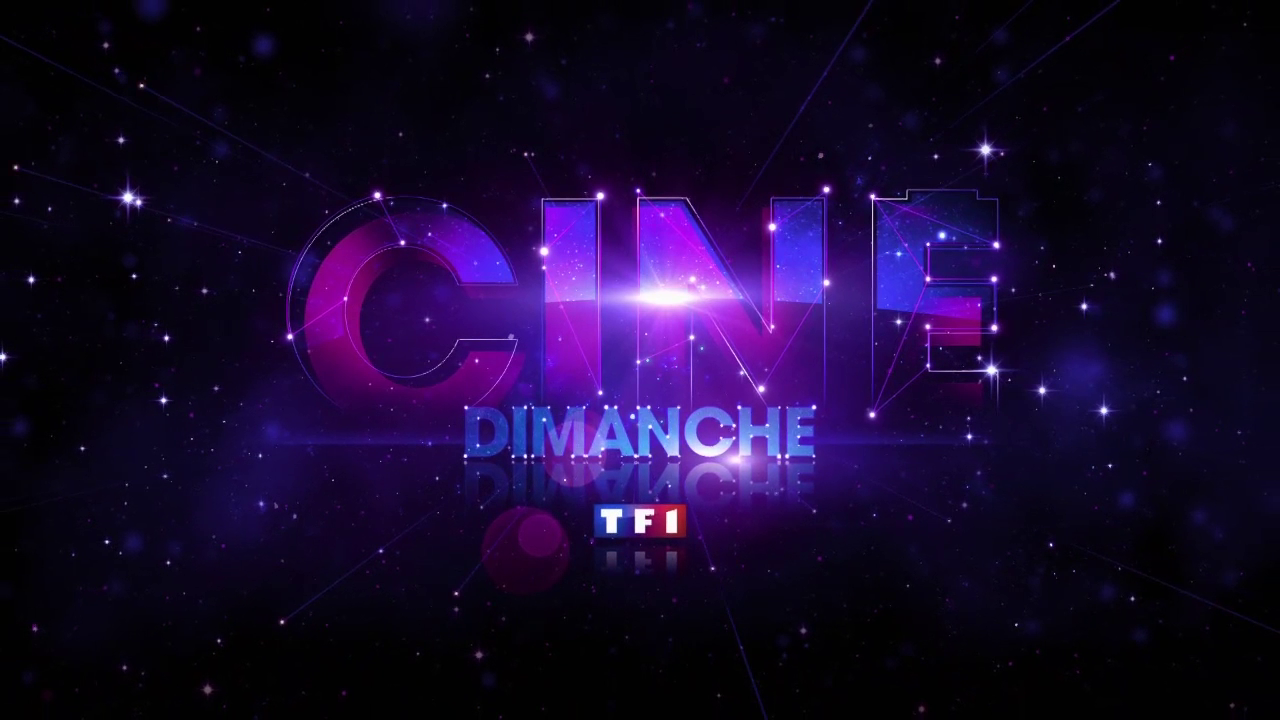
Logo Ciné Dimanche (2013-2021)

### 2008-2022
- Les caractères de Ciné apparaissent chacun à leur tour sur l'écran puis le bloc de texte Dimanche avec comme toile de fond des étoiles filantes.
- La musique est composée par Andrew Pearce[10].

## Programmation

### Augmentation de films inédits
L’écrasante domination des multirécidivistes du succès télévisuel se relâche vers la fin des années 1990. Minoritaire jusqu’en 1994, le public de plus en plus exigeant, la part des inédits  tend à croître, raccourcissant ainsi le délai moyen entre la sortie en salles et la diffusion télévisuelle (12 ans en 1990, 4 ans en 2001). L'exigence majoritaire du consommateur s’oriente vers la nouveauté.

## Audience

### Années 1990
Le bloc cinéma du dimanche soir devient rapidement une institution, permettant à TF1 de signer des cartons d'audience dans les années 1990, dépassant très régulièrement la barre des 10 millions de téléspectateurs. Le 23 février 1992, le film L'Ours de Jean-Jacques Annaud signe le record d'audience absolu pour un film à la télévision française, avec 16,4 millions de téléspectateurs, profitant d'être diffusé immédiatement après la cérémonie de clôture des Jeux Olympiques d'hiver d'Albertville. Ciné Dimanche est l'un des rendez-vous forts de TF1 avec les matchs de football et le 20 heures. Elle connaît une déclinaison le mardi soir, nommée sobrement Ciné Mardi, qui a vocation à diffuser des films plus familiaux, le mercredi étant majoritairement un jour où les enfants ne vont pas à l'école. Ci-dessous, le classement des meilleures audiences des films diffusés en première partie de soirée de 1990 à 1999 de Médiamétrie, la société chargée de mesurer les audiences des chaînes de télévision en France 
| Rang | Programme                          | Réalisateur         | Date              | Téléspectateurs (en millions) | % de part d'audience |
| ---- | ---------------------------------- | ------------------- | ----------------- | ----------------------------- | -------------------- |
| 1    | L'Ours                             | Jean-Jacques Annaud | 23 février 1992   | 16.35                         | 67.8%                |
| 2    | Le Grand Bleu                      | Luc Besson          | 27 octobre 1991   | 14.91                         | 65.5%                |
| 3    | P.R.O.F.S.                         | Patrick Schulmann   | 28 avril 1991     | 14.66                         | 59.4%                |
| 4    | La Vache et le Prisonnier          | Henri Verneuil      | 23 septembre 1990 | 14.05                         | 51.09%               |
| 5    | Pretty Woman                       | Garry Marshall      | 13 mars 1994      | 14.04                         | 60.7%                |
| 6    | Le Jour de gloire                  | Jacques Besnard     | 22 avril 1990     | 13.61                         | 53.1%                |
| 7    | Liaison Fatale                     | Adrian Lyne         | 7 novembre 1993   | 13.20                         | 58.2%                |
| 8    | Les fugitifs                       | Francis Veber       | 24 avril 1994     | 12.81                         | 54.6%                |
| 9    | Robin des Bois, prince des voleurs | Kevin Reynolds      | 30 octobre 1994   | 12.65                         | 58%                  |
| 10   | Le jour le plus long               | Darryl F. Zanuck    | 5 juin 1994       | 12.19                         | 69.5%                |

### Années 2000
Au fil des années, la chaîne va peu à peu perdre en audience, et la barre des 10 millions de téléspectateurs n'est franchie que bien plus rarement. Au mois de septembre 2006, la Une choisit pour la première fois d'abandonner la diffusion du traditionnel grand film et de programmer plusieurs épisodes de la série Les Experts. Cette tentative pourtant couronnée d'une audience honorable, n'est toutefois que très provisoire. Confortée par un sondage où plus de la moitié des Français déclarent préférer un grand film à cette case horaire sur TF1 la première chaîne reprend sa programmation cinéma avec un voire deux longs-métrages successifs, le dimanche soir. Dès le 12 novembre 2006, elle programme ainsi le film américain Bad Boys 2.